# 29th Division (Vereinigtes Königreich)

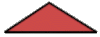
29th Division

Die 29th Division (deutsch 29. Division) war eine britische Division der Regular Army im Ersten Weltkrieg. Sie trug die Hauptlast der Landung am Kap Helles, des Auftakts zur Schlacht von Gallipoli.

## Aufstellung
Im Gegensatz zu den Heeren in Frankreich und Deutschland war die britische Armee zu Beginn des Ersten Weltkrieges keine Massenarmee und es existierte auch keine Wehrpflicht. Bereits am Tag nachdem er zum Kriegsminister ernannt wurde (5. August 1914), gab Lord Kitchener deshalb den Befehl zur Vergrößerung der Armee heraus. Insgesamt konnten so bis 1915 mehr als 40 Divisionen aufgebaut werden. Im Januar 1915 wurde die 29. Division gebildet. Allerdings war sie keine so genannte Kitchener-Division, sondern die letzte im Ersten Weltkrieg gebildete reguläre Division. Sie wurde formiert aus Einheiten, deren Garnisonen im gesamten Britischen Empire lagen.
Die Division bestand aus regulären Bataillonen aus Linieninfanterie. Diese waren gut ausgebildet, auch wenn viele der Rekruten keine Kampferfahrung hatten, da sie zuvor noch keinen Kriegseinsatz erlebt hatten.

### Gliederung 1915
86th Infantry Brigade
- 1st Battalion, Lancashire Fusiliers
- 1st Battalion, Royal Munster Fusiliers
- 1st Battalion, Royal Dublin Fusiliers
- 1st Battalion, Royal Guernsey Light Infantry
- 2nd Battalion, Royal Fusiliers
- 2/3rd (City of London) Battalion, The London Regiment
- 16th Battalion, The Middlesex Regiment

87th Infantry Brigade
- 1st Battalion, King’s Own Scottish Borderers
- 1st Battalion, Royal Inniskilling Fusiliers
- 1st Battalion, The Border Regiment
- 2nd Battalion, South Wales Borderers

88th Infantry Brigade
- 1st Battalion, The Essex Regiment
- 1st Battalion, The Royal Newfoundland Regiment
- 1/5th Battalion, The Royal Scots Regiment
- 2nd Battalion, The Hampshire Regiment
- 2nd Battalion, The Leinster Regiment
- 2/1st (City of London) Battalion, The London Regiment
- 4th Battalion, The Worcestershire Regiment

## Schlacht von Gallipoli

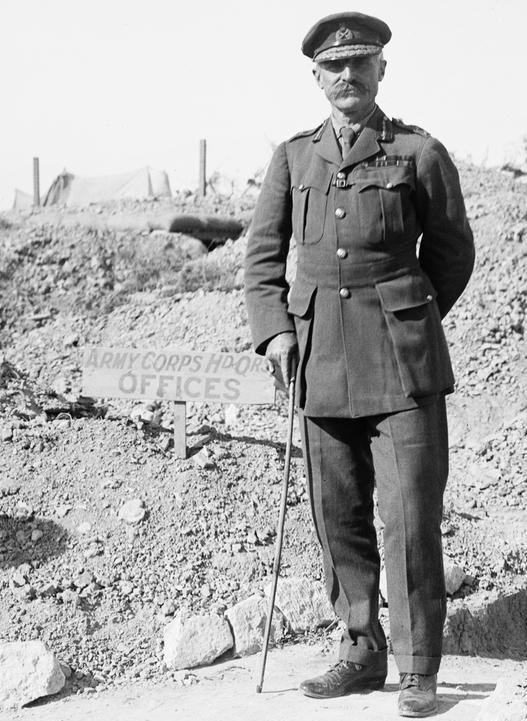
Aylmer Hunter-Weston auf Gallipoli 1915

Die neuaufgestellte 29. Division verließ Avonmouth am 16. März 1915 und erreichte Ägypten zwei Wochen später. Am 10. März 1915 erhielt Generalmajor Aylmer Hunter-Weston den Befehl über die Division, die am 10. April nach Mudros verlegt und der Mediterranean Expeditionary Force zugeteilt wurde. Die geplante amphibische Landung auf der Halbinsel Gallipoli durch britische und französische Truppen sollte den Durchmarsch durch die Dardanellen erzwingen um die Verbindung mit Russland herzustellen.

### Landung am Kap Helles
Am 25. April 1915 erfolgte die Landung an den ihr zugewiesenen fünf Strandabschnitten S, V, W, X und Y auf Kap Helles, der äußersten Westspitze der Halbinsel Gallipoli. Die 29. Division sollte mit ihren zwölf Bataillonen die Hauptlast des Angriffs auf Gallipoli tragen. Mit Unterstützung der britischen Schiffsartillerie versuchte die Division, am ersten Tag sechs Meilen landeinwärts vorzudringen und die Höhe Achi Baba zu besetzen. Von da aus sollte sie die Forts einnehmen, die den Eingang in die Dardanellen-Meerenge bewachten. Die Landung am Kap Helles endete für die britischen Soldaten in einem Blutbad, für das Hunter-Weston verantwortlich gemacht wurde, der es versäumte, bereits erreichte Erfolge auszunutzen. Die Division erreichte ihr Ziel, die Ortschaft Krithia nicht. Henry de Beauvoir de Lisle wurde neuer Kommandeur der Division.

### Schlacht um Scimitar Hill
Für die Schlacht um Scimitar Hill wurde die 29. Division vom Kap Helles nach Suvla verlegt. Der Angriff auf Scimitar Hill am 21. August 1915 war der letzte Versuch der Briten, die festgefahrene Frontlinie bei Suvla weiter nach vorne zu bringen. Die Front verlief nach dem gescheiterten Angriff zwischen Green Hill und Scimitar Hill und sollte sich auch bis zur Evakuierung nicht mehr verschieben. Die Division wurde am 2. Januar 1916 nach Ägypten evakuiert und später nach Frankreich geschickt.

## Frankreich

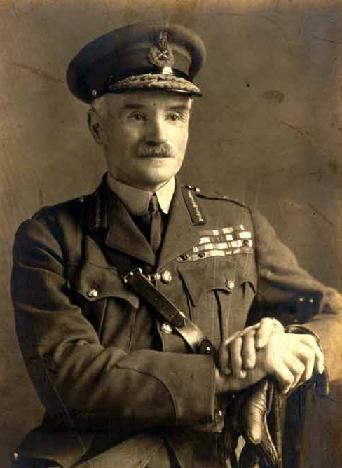
Henry de Beauvoir de Lisle

### 1916
Anfang März 1916 wurde die Division nach Frankreich verschifft und nach der Landung in Marseille zwischen 15. und 29. März im Gebiet östlich von Remy bei Auchonvillers konzentriert. Die 29. Division wurde schon in der ersten Angriffsphase der Schlacht an der Somme am linken Flügel der 4. Armee eingesetzt und griff im Rahmen des VIII. Corps unter (General Hunter-Weston) nördlich der Ancre an. Am ersten Angriffstag (1. Juli 1916) erlitt die Division schwere Verluste bei den Angriffen gegen Hawthorn Ridge und Beaumont-Hamel. Im Oktober 1916 folgten Einsätze in der Schlacht von Transloy. Den Winter 1916/17 verbrachte die Division im Stellungskrieg bei Sailly-Saillisel und Rancourt.

### 1917
Im Frühjahr 1917 nach Beginn der Schlacht bei Arras kämpfte die 29. Division ab 14. April bei Monchy le Preux und an allen drei Angriffen an der Scarpe.
Im Sommer 1917 nach Flandern verlegt wurde die Division in der Dritten Flandernschlacht im Rahmen des XIV. Corps bei der 5. Armee eingesetzt. Zunächst kämpften die unterstellten Einheiten an 16. August bei Langemark und im September in der Schlacht an der Menin Road. Ab 9. Oktober 1917 erreichte die 29. Division über Broodseinde angreifend, während der Schlacht bei Poelkapelle zusammen mit der Guards Division die Einnahme des Geländes südlich des Waldes von Houthulst. Aus dem flandrischen Großkampf herausgezogen wurde die Division bereits Mitte November in den Abschnitt der 3. Armee verlegt. Während der Schlacht von Cambrai (ab 20. November 1917) im Rahmen des III. Corps eingesetzt, begleitete die Truppen das Vorgehen der Tanks in der Nähe von Masnières.

### 1918
Während der deutschen Frühjahrsoffensive 1918 wurde die 29. Division in der Schlacht an der Lys (April 1918) zunächst bei der Verteidigung Estaires eingesetzt. In der zweiten Phase kämpfte die Truppen im Raum Messines in der Schlacht von Hazebrouck und bei Bailleul. Nach dem Verlust des Kemmelberges wurde die deutsche Offensive hier gestoppt und neuerlich zum Stellungskrieg übergegangen.
Nach Einleitung der alliierten Hunderttageoffensive war die Division im Rahmen des II. Corps (General Claud Jacob) noch an der Schlacht von Courtrai (Kortrijk, 14. bis 19. Oktober 1918) beteiligt.
Nach dem Waffenstillstand wurde die Division auserwählt, Teil der Rheinarmee zu sein. Die deutsch-belgische Grenze wurde am 4. Dezember 1918 bei Malmedy überschritten und fünf Tage später Köln erreicht. Die Division überquerte den Rhein am 13. Dezember und fungierte als erste Besatzung am rechten Brückenkopf. Im März 1919 begann nach dem Friedensschluss die Demobilisierung.

## Führung
- Major-General Aylmer Hunter-Weston (10. März 1915 – 24. Mai 1915)
- Major-General Henry de Beauvoir de Lisle (24. Mai 1915 – März 1918)
- Major-General Douglas Edward Cayley (März 1918 – März 1919)